# Molí del Madora
El Molí del Madora és un edifici de Copons (Anoia) inclòs a l'Inventari del Patrimoni Arquitectònic de Catalunya.

## Descripció
Originàriament fou un molí fariner que es va transforma després en molí d'oli i finalment de guix. Actualment és un habitacle. Segons indica el rètol informatiu situat a l'exterior encara conserva algun dels seus elements, com ara la bassa i les restes del cacau.

## Història
També conegut com a molí de Baix.